# Билан, Юрий Яковлевич
Юрий Яковлевич Билан (14 апреля 1902 — 13 декабря 1963) — советский и украинский историк, доктор исторических наук, профессор, декан исторического факультета Киевского государственного университета имени Т. Г. Шевченко (1944—1948).

## Биография
В 1932 году окончил историко-экономический факультет Киевского института профессионального образования, в 1936 году — аспирантуру кафедры истории СССР. Одновременно с учёбой занимался педагогической деятельностью: в 1928—1930 годах преподавал историю классовой борьбы в Киевском вечернем рабочем университете, работал учителем истории в киевской школе № 54.
В Киевском университете: 1930—1932 годы — ассистент кафедры истории России Института профессионального образования, с 1941 года — доцент кафедры истории СССР. В эвакуации преподавал в Объединённом Украинском государственном университете (Кзыл-Орда). По возвращении в Киев в 1944—1948 годах — декан исторического факультета, в 1951—1963 годах заведовал кафедрой истории СССР.
Сфера научных интересов: история Гражданской войны на Украине, история Великой Отечественной войны.
Кандидатская диссертация «Крестьянское движение в 60-х годах XIX века на Киевщине» (1940), докторская диссертация «Борьба за победу Великой Октябрьской Социалистической революции на Украине» (1961).

## Труды
- Історія СРСР. Ч. 1—2. К., 1949—1960 (соавтор).
- Героїчна боротьба трудящих України проти внутрішньої контрреволюції та іноземних інтервентів у 1918—1920 роках. К., 1957.
- Отечественная война украинского народа против немецких оккупантов в 1918 году. К., 1960.
- Михайло Васильович Фрунзе. К., 1962 (соавтор).